# Liste der Kirchengebäude im Dekanat Chemnitz
Die Liste der Kirchengebäude im Dekanat Chemnitz enthält römisch-katholische Kirchen des Dekanats in der Stadt Chemnitz, im Erzgebirgskreis und im Landkreis Mittelsachsen im Bistum Dresden-Meißen.

## Geschichte
Der letzte Bischof des Altbistums Meißen, Johann IX. von Haugwitz, ernannte 1559 Johann Leisentrit zum Diözesanadministrator für die verbliebenen katholischen Gebiete in der Lausitz. Damit war das alte Bistum Meißen in Sachsen (Mark Meißen) untergegangen. Die Reste des ehemaligen Diözesangebiets wurden zur Apostolischen Präfektur der Lausitzen mit Sitz in Bautzen ernannt.
Im Jahr 1921 wurde das neue Bistum Meißen mit Sitz in Bautzen gegründet, 1979/80 erfolgte die Umbenennung in Bistum Dresden-Meißen und die Verlegung des Bischofssitzes nach Dresden.

## Liste der Kirchengebäude
Die Liste enthält die römisch-katholischen Pfarrkirchen im Dekanat Chemnitz und die jeweils zugeordneten Filialkirchen bzw. Kapellen. Die Zahl der Katholiken im Dekanat beträgt 14146 (Stand 2016).

Erläuterungen zum Status: P = Pfarrkirche, F = Filialkirche, K = Kapelle
| Bild | Kirche | Ort/Lage                  | Status | Anmerkungen |
| ---- | --- | ------------------------- | ------ | --- |
|      | St. Joseph Borna                                                                                            | Borna (Lage)              | P      | Kirche am 5. Oktober 1919 geweiht, vorher Offizierscasino der Garnison Borna |
|      | St. Konrad Deutzen (jetzt Filialkirche von St. Joseph Borna)                                                | Deutzen (Lage)            | F      | Kirche erbaut 1954–1956, geweiht am 16. Dezember 1956 Architekt Andreas Markquart, Künstler Georg Nawroth denkmalgeschützt seit 1997 |
|      | St. Benno Geithain                                                                                          | Geithain (Lage)           | P      | geweiht 19. Mai 2001, dazu Kapelle St. Maria in Tautenhain, geweiht 1951 |
|      | St. Hedwig Bad Lausick (jetzt Filialkirche von St. Benno Geithain)                                          | Bad Lausick (Lage)        | F      | ehemalige Friedhofskapelle |
|      | Heilig Kreuz Annaberg-Buchholz (Pfarrei St. Johannis der Evangelist Freiberg)                               | Annaberg-Buchholz (Lage)  | P      | erbaut 1844, mit Altarbild des Hl. Joseph von Calasanza von Carl Christian Vogel von Vogelstein (1844) |
|      | St. Bonifatius Bärenstein (jetzt Filialkirche von Maria, Mutter der Kirche Annaberg-Buchholz)               | Bärenstein (Lage)         | F      | geweiht 28. August 1921 |
|      | Christkönig Oberwiesenthal (jetzt Filialkirche von Maria, Mutter der Kirche Annaberg-Buchholz)              | Oberwiesenthal (Lage)     | F      | geweiht 29. September 2001 |
|      | Propsteikirche St. Johannes Nepomuk Chemnitz (Pfarrei Heilige Mutter Teresa)                                | Chemnitz (Lage)           | P      | erbaut 1953–1955 vom Chemnitzer Architekten Willy Schönefeld Neugründung der Pfarrei Hl. Mutter Theresa Chemnitz am 22. April 2018 (aus den bisherigen Pfarreien St. Antonius, St. Franziskus, St. Joseph und Propsteipfarrei St. Johannes Nepomuk)                                                 |
|      | St. Antonius Chemnitz (jetzt Filialkirche von Hl. Mutter Theresa Chemnitz)                                  | Chemnitz (Lage)           | F      | erbaut 1934 vom Chemnitzer Architekten Willy Schönefeld, 1976 Umbau der Kirche, Altarraumgestaltung durch die Künstlerin Elly-Viola Nahmmacher |
|      | St. Franziskus Chemnitz (jetzt Filialkirche von Hl. Mutter Theresa Chemnitz)                                | Chemnitz (Lage)           | F      | erbaut 1983 vom Architekten Manfred Fasold, künstlerische Ausstattung von Werner Juza und Gertraud Mihatsch |
|      | St. Joseph Chemnitz (jetzt Filialkirche von Hl. Mutter Theresa Chemnitz)                                    | Chemnitz (Lage)           | F      | erbaut 1907–1909, geweiht 16. Mai 1909, Architekt Hanns Paul Wingen |
|      | Maria Hilf Chemnitz (jetzt Filialkirche von Hl. Mutter Theresa Chemnitz)                                    | Chemnitz (Lage)           | F      | geweiht im Juni 2000 |
|      | St. Marien Zschopau (jetzt Filialkirche von Hl. Mutter Theresa Chemnitz)                                    | Zschopau (Lage)           | F      | erbaut 1965–1967 nach den Plänen von Architekten Hubertus Paul aus Flöha, geweiht 9. September 1967 |
|      | Hl. Antonius Frankenberg (jetzt Filialkirche von Hl. Mutter Theresa Chemnitz)                               | Frankenberg (Lage)        | F      | geweiht 6. September 1931 |
|      | St. Theresia Flöha (jetzt Filialkirche von St. Johannis der Evangelist Freiberg)                            | Flöha (Lage)              | F      | geweiht 6. April 1964 |
|      | Hl. Maximilian Kolbe Augustusburg (jetzt Filialkirche von St. Johannis der Evangelist Freiberg)             | Augustusburg (Lage)       | F      | geweiht 5. Dezember 1979 |
|      | „Maria von der immerwährenden Hilfe“ Oederan (jetzt Filialkirche von St. Johannis der Evangelist Freiberg)  | Oederan (Lage)            | F      | |
|      | St. Johannes der Täufer Freiberg (Pfarrei St. Johannis der Evangelist Freiberg)                             | Freiberg (Lage)           | P      | urspr. Hospitalkirche St. Johannis, erbaut 1659–1661, seit 1996 katholisch, geweiht 30. Juni 1996 |
|      | St. Konrad von Parzham Hainichen (jetzt Filialkirche von St. Johannes der Täufer Freiberg)                  | Hainichen (Lage)          | F      | geweiht 12. September 1937 |
|      | Mariä Unbefleckte Empfängnis Limbach-Oberfrohna                                                             | Limbach-Oberfrohna (Lage) | P      | erbaut 1996–1997, geweiht 27. Mai 1997 Neugründung der Pfarrei Hl. Edith Stein Limbach-Oberfrohna am 10. Mai 2020 (aus den bisherigen Pfarreien St. Joseph Borna, St. Benno Geithain-Bad Lausick, Mariä Unbefleckte Empfängnis Limbach-Oberfrohna, St. Laurentius Mittweida, Hl. Kreuz Wechselburg) |
|      | Mariä Unbefleckte Empfängnis Marienberg (jetzt Filialkirche von Maria, Mutter der Kirche Annaberg-Buchholz) | Marienberg (Lage)         | P      | erbaut 1906 |
|      | St. Elisabeth Neuhausen (jetzt Kapelle von Maria, Mutter der Kirche Annaberg-Buchholz)                      | Neuhausen (Lage)          | K      | geweiht 15. Dezember 1957 |
|      | „Maria, Königin des Friedens“ Olbernhau (jetzt Filialkirche von Maria, Mutter der Kirche Annaberg-Buchholz) | Olbernhau (Lage)          | F      | geweiht 18. Oktober 1997 |
|      | St. Laurentius Mittweida                                                                                    | Mittweida (Lage)          | P      | erbaut 1906–1907, geweiht 8. September 1907 |
|      | Basilika minor Heilig Kreuz Wechselburg                                                                     | Wechselburg (Lage)        | P      | erbaut um 1168, jetzt Kloster- und Pfarrkirche Hl. Kreuz |
|      | St. Michael Burgstädt (jetzt Filialkirche von Heilig Kreuz Wechselburg)                                     | Burgstädt (Lage)          | F      | geweiht 8. Mai 1999 |
|      | St. Aegidius Penig (jetzt Filialkirche von Heilig Kreuz Wechselburg)                                        | Penig (Lage)              | F      | ehemals Dorfkirche von Alt-Penig, am 13. September 1980 Weihe, danach katholisch |
|      | St. Christophorus Rochlitz (jetzt Filialkirche von Heilig Kreuz Wechselburg)                                | Rochlitz (Lage)           | F      | geweiht 27. August 1967, 2018 verkauft, weitere Nutzung auf Mietbasis |